# Zygmunt Leszczyński
Zygmunt Leszczyński h. Awdaniec (ur. 30 września 1866 w Słupi Nadbrzeżnej k. Opatowa, zm. 11 listopada 1942 w Kaliszanach) – polski ziemianin, inżynier agronom, polityk związany z BBWR, senator III i IV kadencji w II RP, wicemarszałek Senatu III kadencji.

## Życiorys
Syn Władysława Leszczyńskiego h. Awdaniec (1834–1904) i Augusty z Podhorodeńskich h. Korczak (1834–1914). Ukończył gimnazjum Pankiewicza i Szkołę Realną w Warszawie, później studiował na Wydziale Agronomii Politechniki Ryskiej (1884–1887), gdzie został przyjęty do korporacji akademickiej Arkonia. Po studiach gospodarował w rodzinnym majątku Kaliszany oraz udzielał się w instytucjach rolniczych i gospodarczych Królestwa. W 1909 był współzałożycielem szkoły elementarnej dla dzieci pracowników rolnych w Gierczycach.
Był jednym z przywódców Stronnictwa Polityki Realnej, i z ramienia tej partii w okresie od 1912 do 1914 zasiadał w Radzie Państwa w Sankt Petersburgu. W 1918 był członkiem Rady Stanu Królestwa Polskiego. W 1925 został wiceprezesem Stronnictwa Chrześcijańsko-Narodowego. Brał czynny udział w ruchu ziemiańskim - był pierwszym prezesem Związku Ziemian w Opatowie, a następnie w Warszawie (1929), oraz prezesem rady nadzorczej i członkiem zarządu Rady Naczelnej Organizacji Ziemiańskich. W latach 1930–1938 piastował mandat senatora RP z listy BBWR i OZN w woj. kieleckim. W 1930 wybrano go wicemarszałkiem izby, którym pozostał do 1935. Do wybuchu II wojny światowej pełnił funkcje członka Rady Powiatowej w Opatowie i Rady Gminnej w Wojciechowicach. Publikował artykuły w „Gazecie Rolniczej”.
Pochowany został na cmentarzu w Gierczycach.

## Ordery i odznaczenia
- Krzyż Oficerski Orderu Odrodzenia Polski (27 listopada 1929)[4]